# Arado SD I
Arado SD I là một loại máy bay tiêm kích hai tầng cánh phát triển ở Đức trong thập niên 1920.

## Tính năng kỹ chiến thuật
Đặc điểm tổng quát
- Kíp lái: 1
- Chiều dài: 6.75 m (22 ft 2 in)
- Sải cánh: 8.40 m (27 ft 7 in)
- Chiều cao: 2.90 m (9 ft 6 in)
- Diện tích cánh: 16.8 m2 (181 ft2)
- Trọng lượng rỗng: 850 kg (1.870 lb)
- Trọng lượng có tải: 1.230 kg (2.710 lb)
- Powerplant: 1 × Bristol Jupiter, 317 kW (425 hp)

Hiệu suất bay
- Vận tốc cực đại: 275 km/h (171 mph)
- Trần bay: 8.000 m (26.200 ft)
- Vận tốc lên cao: 10,4 m/s (2.050 ft/phút)

Vũ khí trang bị
- 2 × súng máy 7,92 mm (.312 in)